# St. Isidor (Wiesen)

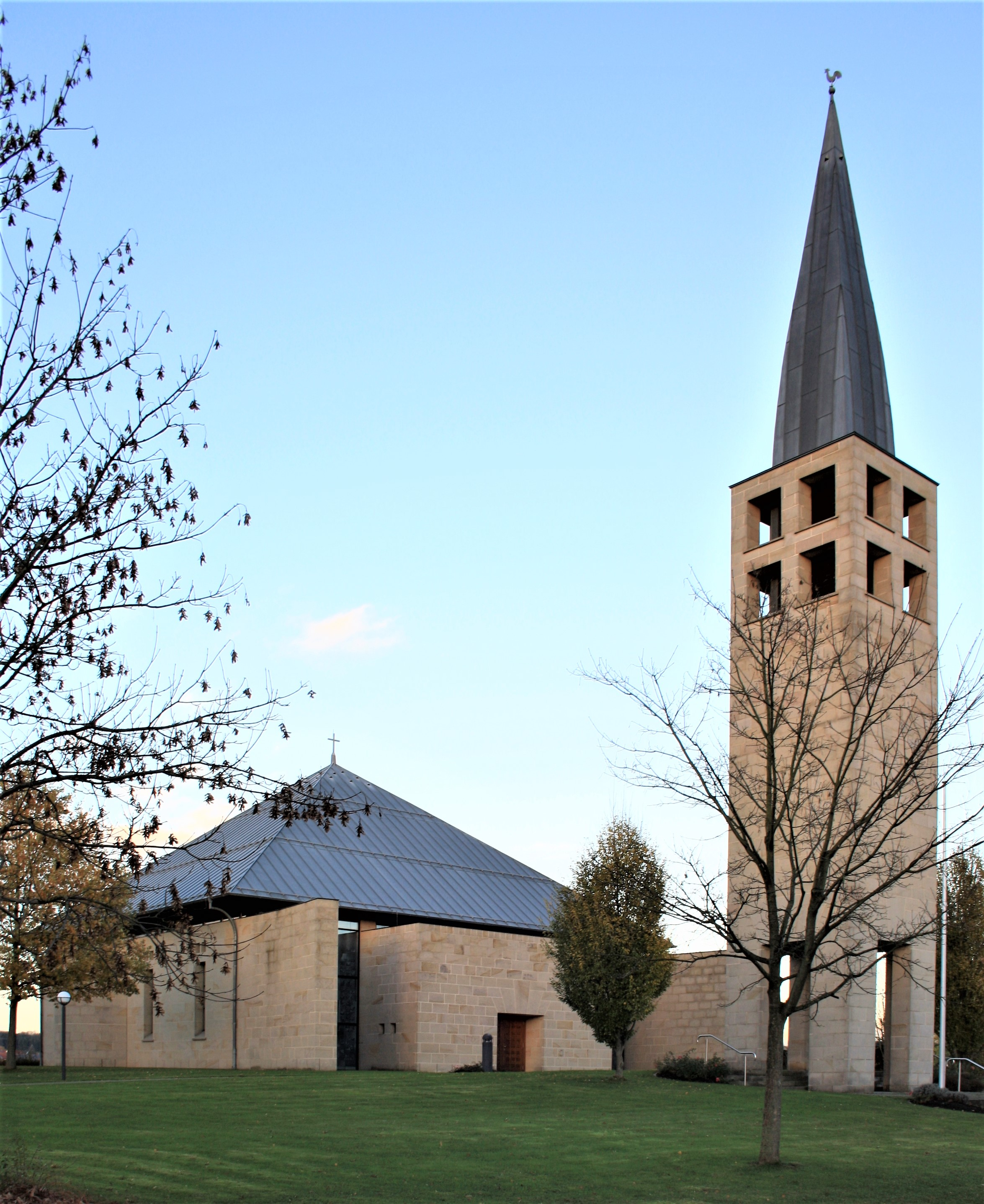
St. Isidor (Wiesen)

Die römisch-katholische, denkmalgeschützte Filialkirche St. Isidor steht im Ortsteil Wiesen der Gemeinde Hofbieber im Landkreis Fulda in Hessen. Sie ist Filiale der Pfarrei Heilige Schutzengel Vorderrhön im Dekanat Rhön des Bistums Fulda.

## Beschreibung
Der Zentralbau mit dem freistehenden Campanile wurde 1989 gebaut. Das quadratische Kirchenschiff ist mit einem Pyramidendach bedeckt. Im Zentrum des Innenraums steht der Altar aus schwarzem Marmor, flankiert vom Ambo und dem Tabernakel. 2010 wurde die Kirche durch den Einbau der von Johannes Schreiter entworfenen Fenster endgültig fertiggestellt.